# Bruant de Worthen
Spizella wortheni
Espèce
Statut de conservation UICN

 EN B1ab(i,ii,iii,v); C2a(i); D : En danger
Le Bruant de Worthen (Spizella wortheni) est une espèce de passereau de la famille des Passerellidae originaire du continent nord-américain.

## Nomenclature
Son nom honore le naturaliste et illustrateur Charles K. Worthen (1850-1909).

## Répartition et habitat
Il est endémique à une petite région du nord-est du Mexique.
Il vit dans les prairies buissonneuses arides et ouvertes entre 1 200 et 2 450 m d'altitude.

## Taxonomie
Il est parfois considéré comme une sous-espèce du Bruant des champs.